# تجاری‌سازی گازی‌سازی پلاسما
تجاری‌سازی گازی‌سازی پلاسما یا تجاری‌سازی تبدیل به گاز کردن پلاسما (به انگلیسی: Plasma gasification commercialization) به عنوان یک سیستم تبدیل مواد دفعی به انرژی کاربردهای تجاری دارد که بقایایی در جامد شهری، تایرها، مواد دفعی خطرناک و همچنین مواد دفعی مایع را به گاز سنتزی تبدیل می‌نماید که شامل اکسیژن و منوکسید کربن است و می‌توان از آن برای تولید نیرو استفاده نمود. پلاسمای دفع مواد دفعی مقیاس شهری شامل تسهیلاتی هستند که در ژاپن از سال ۲۰۰۲ فعال بوده و از آن زمان به بعد در سراسر اروپا و آمریکای شمالی به خوبی توسعه یافته‌اند. چنین تسهیلاتی، به دلیل قابلیتی که برای تولید مواد پراکنشی کمتر از نیازهای مطرح شده قانونی در آمریکای شمالی دارند مورد توجه قرار گرفته‌اند اما هنوز مقرون به صرفه بودن کلی آن‌ها در این مراحل آغازین اثبات و تأیید نگردیده‌است.

## تسهیلات موجود

### دانشگاه ملی چن کانگ، شهر تاینان، تایوان (پیت اینترنشنال)
پیت اینترنشنال، یک تسهیلات دفع مواد دفعی کمان پلاسما را در دانشگاه ملی چن کانگ در شهر تاینان ایجاد نموده‌است که از روش ریکاوری تخریب حرارتی پلاسما استفاده می‌کند. این تسهیلات قادر به کاربرد ۳ تا ۵ تن (۳٫۳–۵٫۵ تن کوچک) مواد دفعی در هر روز از محدوده‌ای از جریان‌های دفعی گوناگون می‌باشد که از آن جمله می‌توان به خاکستر فرّار آتش گرفته، مواد دفعی درمانی، مواد دفعی فرایند صنعتی ارگانیک و همچنین مواد دفعی مایع غیرارگانیک اشاره نمود. همچنین می‌تواند باتری‌های مصرفی موارد دفعی و موارد دیگر را فرآوری نماید که از آن جمله می‌توان به مواد دفعی فلزات سنگین و همچنین کاتالیزورهای پالایشگاهی اشاره کرد (جریان‌های دفعی که می‌توانند آلیاژهای فلزی ارزشمندی را تولید نمایند). این تسهیلات، به عنوان بخشی از یک تسهیلات ریکاوری منابع گسترده ایجاد شده‌اند که سرمایه‌گذاری آن توسط دولت تایوان انجام شده‌است و برای اولین مرتبه دولت تایوان، متعهد به استفاده از منابع فنی و مالی برای کاربرد تکنولوژی پلاسما شده‌است. همچنین در نوامبر ۲۰۰۴ برگزار گردیده و مجوز فعالیت خود را در ژانویه ۲۰۰۵ گرفته‌است. پیت به عنوان یک شرکت فعال در عملیات و نگاهداری تسهیلات معرفی شده‌است که توسط NCKU برای اهداف تحقیقاتی انتخاب گردیده‌است.

### یوشی، یوتاشینای و میهاما میکاتا، ژاپن (شرکت فلزات هیتاچی)
سه مورد از تجهیزات کوچک مشابه در ژاپن فعال هستند که شامل یک کارخانه ۱۶۶ تن کوچک در هر روز در یوشی، که توسط شرکت فلزات هیتاچی توسعه یافته‌است و همچنین وستینگ هاوس پلاسما می‌باشد که از دوره ۱۹۹۹ تا ۲۰۰۰ فعال بوده‌است و یک ۱۶۵ تن کوتاه در هر روز در شهر اوتاشینال، در سال ۲۰۰۲ تکمیل گردیده‌اند و کارخانه ۲۸ تنی در هر روز در شهرهای میهاما و میکاتو در سال ۲۰۰۲ ایجاد شدند.

### اوتاوا، اونتاریو، کانادا (مؤسسه گروه انرژی پلاسکو)
یک نوع جدید و متفاوت تبدیل مواد دفعی کمان پلاسما که از پلاسما برای پالایش گاز استفاده می‌کند، در تبدیل مواد دفعی تولید شده‌است. گروه انرژی پلاسکو، یک کارخانه استفاده از مواد دفعی کمان پلاسما را در اوتاوا ایجاد نموده‌است که در جاده تریل لندفیل ایجاد گردیده تا ۸۵ تن در هر روز از بقایای دفعی جامد شهری را تبدیل نماید. فرایند صورت گرفته توسط گروه انرژی پلاسکو، از پلاسما برای تخریب مواد دفعی استفاده نمی‌کند بلکه گازهای تولید شده را در تبدیل مواد دفعی پالایش می‌سازد تا اجازه دهد تا بتوان از آن‌ها برای موتورهای احتراق گاز داخلی استفاده نمود. در ۲۴ اکتبر ۲۰۰۷، تسهیلات پلاسکو تریل رُاود نیرو را به شبکه وارد نمود.
سیستم تبدیل پلاسکو، که از پلاسما برای پالایش گاز و نه قرار دادن آن در معرض دمای فوق‌العاده بالا استفاده می‌نماید و حالت خطی آن از آجر پالایشگاه و نه فلز تشکیل گردیده در معرض حمله زودهنگام لاینرهای ظرف قرار ندارد. با تبدیل مواد دفعی به CO2 و آب و نه متان، پراکنش گاز گلخانه‌ای فرایند بسیار کمتر از تکنولوژی‌های رقابتی مانند قرار دادن در سطح زمین خواهد بود.
در یک به‌روزرسانی برای ساکنان سطح منطقه در ۶ دسامبر ۲۰۰۶، رئیس پلاسکو، رود بریدن عنوان نمود که تأخیر در فعالیت این تسهیلات، به دلیل مشکلات ماشین آلات تولیدی و نه مشکلات با تکنولوژی تبدیل مواد دفعی به انرژی صورت گرفته‌است.
در دسامبر ۲۰۱۲، بلاسکو، قراردادی را با شهر اوتاوا برای ساخت یک کارخانه تجاری سه‌گانه امضاء نمود. این کارخانه می‌تواند تا ۴۵۰ تن در روز بقایای جامد شهری را فرآوری نماید و ۰٫۹ مگابایت در ساعت نیروی الکتریسیته خالص تولید نماید و ۳۰۰ لیتر آب مناسب برای آبیاری و ۱۵۰ کیلوگرم مواد تلفیقی غیرقابل آبشویی برای هر تن مواد دفعی فرآوری شده در آن تولید می‌گردد.
در ۲۸ اکتبر ۲۰۱۳، مقاله‌ای در اوتاوا سیتی زن، گزارش داده‌است که سازمان شهر اوتاوا، برای دومین مرحله به بیان آخرین تاریخ توجه نموده‌است که بر مبنای آن پلاسکو باید ۲۰۰ میلیون دلار مورد نیاز برای بازسازی تسهیلات تبدیل به گاز کردن پلاسمای مقیاس تجاری نزدیک به ترید راُوید لندفیل را فراهم سازد. این شرکت امروزه تا دسامبر ۲۰۰۴ زمان دارد تا بتواند سرمایه‌گذاری‌ها را در این رابطه انجام دهد.

### سوئیندون، ویلچارد، انگلستان، نیروی پلاسمای پیشرفته
نکته اصلی در این تکنولوژی، فرایند گاز پلاسما می‌باشد که بر مبنای کارخانه APP سوئیندون می‌باشد که اولین تسهیلات گاز- پلاسما در دنیا به حساب می‌آید. گاز پلاسما به عنوان کاربرد توالی تبدیل به گاز کردن، تیمار گاز پلاسما، صیقل کاری همراه گاز و همچنین تولید نیروی موتور گاز مطرح است.
کارخانه مقیاس وسیع ۱۰۰ هزار تن کوچک در هر سال مواد دفعی شهری را مصرف نموده و مواردی را تولید می‌کند:
- نیروی کافی برای ۱۰ هزار خانه
- حرارت کافی برای حدود ۷۰۰ خانه
- بیش از ۹۹٪ تبدیل محصولات حاصل از دام با حداقل بقایا و پراکنش
- افزایش نرخ بازیافت به بیش از ۲۰٪
- شیشه‌های تلفیقی ارزش بالا، عملکرد بالا (نام تجاری پلاسماروک)
- ترکیب جدیدی از سه تکنولوژی موجود و در حال توسعه (گاز پلاسمای حرارتی)
- جای پای کربن منفی و کمترین تجهیزات تأثیرات زیست‌محیطی و ساختمانی

تجهیزات به صورت کامل برابر با ۱۵۰ متر طول، ۵۰ متر عرض داشته و در اغلب طول خود آن‌ها ۱۱ متر ارتفاع دارند. بالای تجهیزات حرارتی، ارتفاع ۷ تا ۱۴ متر بوده و تک فروشی برای موتورها برابر با ۱۰ متر مرتفع تر است که تنها در ۳۴ متر نمود می‌یابد. سازمان تقریباً اندازه‌ای برابر با یک مغازه سوپرمارکت داشته و در خلاء سبک فعالیت می‌نماید و بدین ترتیب معناست که شامل تمامی رایحه‌های گوناگون می‌باشند. یک بُعد فرایند در ساختمان بروز یافته و ایجاد می‌گردد.

### وروبیچ، فلوریدا، آمریکا (این اوسپیو)
این اوسپیو و نیو پلنت انرژی فلوریدا با یکدیگر مشارکت نموده‌اند تا بتوانند کارخانه‌ای را ایجاد کنند که حدود ۸ میلیون گالن اتانول و ۶ مگاوات الکتریسیته در هر سال از پلاسما تولید می‌کنند که شامل تسهیلات دفع و مواد دفعی می‌باشد. این کارخانه از مواد دفعی جامد گیاهی، باغی و شهری استفاده می‌نماید. اطلاعات بیشتر در رابطه با این پروژه را می‌توانید در این سایت مشاهده نمایید. هدف این پروژه تکمیل و شروع در میانه ۲۰۱۲ می‌باشد. کاربرد ترکیب منحصربفرد از فرایندهای تولید گاز و تخمیر سبب می‌شود که چنین تسهیلات بتواند گاز سنتزی را تولید نماید که پیش از ورود به باکتری بروز یافته به صورت طبیعی سرد شده و تمیز گردد. این باکتری ثبت شده، گاز سنتزی را به اتانول تبدیل می‌نماید که برای استفاده به عنوان سوخت در جابجایی و حمل و نقل خالص سازی می‌شود. این تسهیلات از یک بازار تولید گاز پلاسما استفاده نمی‌نماید.
تسهیلات در سپتامبر ۲۰۱۲ پس از به‌روزرسانی‌های عمده مجدداً شروع به کار نموده‌است. این کارخانه، اتانول کمی را از زمان شروع تولید نموده‌است.

### USS جرارلد آرفورد سوپر کریِر- ارتش آمریکا (پروجنس کانادا)
در سال ۲۰۰۸، نورتروپ گرامان نیوپورت نیوز (که اکنون در هانتینگتون اینگالز، نیوپورت نیوز شیبیلدینگ قرار دارد) قراردادی را با مؤسسه پروجنس کانادا امضاء نموده‌است. برای تأمین سیستم تخریب مواد دفعی کمان پلاسما این مورد بر روی ناقل هواپیمای نسل بعد ارتشی نصب گردیده‌است. این سیستم متراکم تمامی مواد دفعی جامد قابل احتراق تولید شده را بر روی کشتی تیمار می‌نماید. پس از آزمون پذیرش کارخانه تکمیل شده در مونترئال، برنامه‌ریزی شده که سیستم در انتهای سال ۲۰۱۱ بر روی کشتی نصب گردد. طرح‌های PAWDS برای خطوط جابجایی تجاری نیز شامل احتمال ریکاوری انرژی و همچنین فرآوری مواد دفعی نفتی می‌باشد.

### پونا، ماهاراشرا، هندوستان (ماهاراشرا انویرو پاور لیمیتد)
زیرساخت‌های SMS محدود، در مرکز هندوستان، بزرگ‌ترین شرکت توسعه زیرساخت‌ها و مهندسی شهری هندوستان به حساب می‌آید که ۶۸ تن در هر روز تجهیزات دفع انرژی منفی را تولید می‌کند که در پونا، هندوستان واقع است که از تکنولوژی پلاسمای شرکت وستینگتون پلاسما و همچنین طرح ظرف رئاکتور استفاده می‌نماید. هرکدام از تجهیزات می‌توانند خدمات دفع گسترده‌ای را با محدوده وسیعی از تجهیزات دفعی یا خطرناک ایجاد نمایند و تا ۱٫۶ مگاوات الکتریسیته تولید می‌شوند.
- تسهیلات بزرگ‌ترین کارخانجات WTE تولید گاز پلاسما در دنیا به حساب می‌آید که مواد دفعی یا خطرناک را فرآوری می‌کند.

### ووهان، چین (ووهان کایدی/ آلتر NRG)
در ژانویه ۲۰۱۳، آلتر NRG عنوان نموده‌است که ووهان کایدی به شکل موفقیت‌آمیزی واحد تولید گاز پلاسمای وستینگ هاوس را در تسهیلات واقع در ووهان، چین ایجاد کرده‌است. واحد تولید گاز پلاسما به نحوی طراحی شده‌است که می‌تواند تقریباً ۱۰۰ تن در روز مواد دفعی بیوماس را فرآوری نموده و آن را برای پاکسازی گازها تبدیل نماید. تمیس در ادامه به سوخت دیزل تبدیل شده و سوخت‌های قابل تغییر شکل دیگر در تسهیلات کایدی تولید می‌شود. تسهیلات قابل اثبات اولین نمونه از برنامه تجاری گسترده‌تر می‌باشد که توسط کایدی اجرا شده تا بتواند بیوماس دفعی را در مرکز چین به مواد تمیز و انرژی قابل تجدید تبدیل نماید و در این زمینه از تکنولوژی وستینگ هاوس پلاسما استفاده شده‌است.

## تسهیلات برنامه‌ریزی شده

### انرژی پارک پتربرو، انگلستان (تترونیکس)
انرژی پارک پتربرو- به عنوان اولین پارک انرژی سبز انگلستان توسط انرژی تجدیدپذیر پتربرو مدیریت می‌شود که توسط سازمان انرژی و تغییرات اقلیم دولت در نوامبر ۲۰۰۹ حمایت شده‌است. این مورد در مواد دفعی ترکیبی نقش داشته و در ترکیبی از بازیافت، تولید گاز و همچنین ریکاوری مواد دفعی افزایش پلاسما را شامل می‌شود و بازیافت و تولید آن را نشان می‌دهد و سبب می‌شود محصولات قابل بازتولید و انرژی تجدیدپذیر در فرایند تولید شود. انرژی پارک پتربرو به تنهایی ۶۰۰ هزار تن دی‌اکسید کربن در هر سال را صرفه جویی نموده و بیش از ۱۰۰ شغل سبز را در جامعه محلی ایجاد کرده و انرژی تجدیدپذیر کافی برای ۶۰ هزار خانه را تولید می‌کند. پترونیکس تکنولوژی تیمار مواد دفعی خطرناک سوخت و پلاسما را فراهم می‌سازد. این تکنولوژی بقایای کنترل آلاینده‌های هوای تولید شده از کارخانجات تولید نیروی پلاسما را به آجر و کاشی و رسانه‌های ساختمانی تبدیل می‌نماید و بدین ترتیب، بقایای نزدیک به صفر را در سطح زمین بر جای می‌نهد. ساخت و ساز در سال ۲۰۱۲ آغاز خواهد شد.

### تیزولیرونیوبل انرژی سنتر (ایر پروداکت/ آلتر NRG)
یک کارخانه تولید نیروی ۴۹ مگابایتی با استفاده از تولید گاز پلاسما می‌باشد که در تیسید در انگلستان در حال ساخت است و کار در محل از سال ۲۰۱۳ آغاز شده‌است.

### ایس لاتر/ گرندولی، اونتاریو کانادا
مؤسسه ناویتیس پلاسما، نصب یک سیست تحت عنوان دیپ دافرین اکو انرژی پارک را در ایسلوتر گراندولی واقع در منطقه دافرین پیشنهاد داده‌است (تقریباً ۴۵ دقیقه در شمال تورنتو) و برنامه‌ریزی را انجام داده تا بتواند تمامی زباله‌های شهری را در این تسهیلات تیمار وارد سازد. ساکنان، پشتیبانی ترکیبی را حاصل نموده و دولت اخیراً مقادیر پرداخت برای الکتریسیته را از ۱۲ سنت در هر کیلووات ساعت به ۸ سنت کاهش داده‌است. ساخت و ساز امروزه نیازمند ارزیابی‌های زیست‌محیطی گوناگون بوده و تأیید دولت در این زمینه ضرورت دارد اما تا سال ۲۰۱۵ فعال خواهد شد.

### هیروان، ولز، انگلستان
انویرو پارکس لیمیتد  کنسرسیومی را ایجاد کرده تا بتواند یک پارک ارگانیگ را در برج کالیِری در هیروان، جنوب ولز ایجاد نماید. این مورد شامل یک کارخانه تولید گاز پلاسما در ترکیب با تجزیه بی هوازی پیشرفته می‌باشد تا بتواند بقایای جامد شهری را از سطح زمین مصرف کند. انویرو پارکس امروزه با یوروپلاسما بوردو مشارکت نموده تا بتواند واحد تولید گاز پلاسما را در پارک تولید نماید.
بیش از ۶۰ میلیون پوند در پروژه توسط شرکت انویرو پارکس و شرکا سرمایه‌گذاری شده‌است تا بتواند تسهیلات تیمار مواد دفعی ترکیب و مواد دفعی ارگانیک را در مجاورت تورکالیِری در هیروان ایجاد نماید. سایت هیروان به خودی خود به قدر کافی بزرگ است تا بتواند بیش از ۲۵۰ هزار تن متریک از مواد دفعی غیرخطرناک را در هر سال فرآوری نماید. در آغاز، یک تجهیزات تجزیه بی هوازی طراحی شده‌است تا ۵۰ هزار تن متریک از مواد دفعی ارگانیک در سال را به کار ببرد. بر مبنای آنچه که در وبسایت عنوان شده در سال ۲۰۱۳، مواد دفعی در سایت ۲۰ ایِکری تا سال ۲۰۱۴ دریافت خواهد شد.

### سرمایه‌گذاری مجدد در توالت
سازمان بیل و ملینداگیت سرمایه‌گذاری را در تحقیق در دانشگاه دِفت برای طراحی یک توالت قابل بازیابی انجام داده‌است که در آن از میکروویوها برای ایجاد پلاسما تبدیل و وزن کردن بقایای انسانی استفاده می‌گردد. توالت برای استفاده در آفریقا و همچنین بخش‌های دیگر دنیا منبع قابل اعتمادی از آب به حساب نمی‌آید.

## پروژه‌های ماتبالد

### هاربرت فیلد، فلوریدا، آمریکا (مؤسسه پیروژنز کانادا)
در ۲۶ آوریل ۲۰۱۱، عملیات اختصاصی نیروی هوایی یک مراسم را برای معرفی بخش اداری تبدیل مواد دفعی پلاسمای قابل حمل و نقل و سیستم انرژی برگزار نموده‌است که در هاربرت فیلد، نزدیک فورتس والتون بیچ فلوریدا، آمریکا قرار دارد. این تسهیلات، توسط مؤسسه پیروژنز کانادا واقع در مونترئال، طراحی، ساخته شده و به کار پرداخته‌است و واحدی در تسهیلات بر مبنای سیستم تبدیل منابع پلاسمای شرکت توسعه یافته‌است. این کارخانه به نحوی طراحی شده‌است که می‌تواند ۱۰٫۵ تن متریک را در هر روز از مواد دفعی جامد شهری تیمار نماید و همچنین مواد دفعی پزشکی و مواد خطرناک را تیمار می‌کند. سیم گاز تولید شده توسط این فرایند به یک موتور احتراق داخلی وارد می‌شود تا بتواند الکتریسیته تولید کند در حالی که بخش غیرارگانیک مواد دفعی به مواد بی اثری تبدیل می‌شود که می‌توان از آن برای مواد ساختمانی استفاده کرد. این سیستم به نحوی طراحی شده‌است که از نظر انرژی خنثی بوده و قابل جابجایی است و اجازه می‌دهد تا نیروی هوایی انعطاف‌پذیری کافی را داشته باشد تا بتواند به صورت بالقوه در سراسر دنیا پیشرفت‌هایی را حاصل نماید که از آن جمله می‌توان به پایه‌های عملیاتی دارای قابلیت پیشرفت اشاره نمود.
این کارخانه که هزینه آن ۷٫۴ میلیون دلار بوده‌است، در می ۲۰۱۳ بسته شده و به دولت فروخته شده‌است. مزایده بازگشایی ۲۵ دلار بوده‌است.

### سنت لوسی کانتی، فلوریدا، آمریکا (ژئو پلاسما)
اولین سیستم دفع مواد دفعی پلاسما محور در آمریکا در سال ۲۰۰۶ در سنت لوسی کانتی، فلوریدا ایجاد گردید. این منطقه امید دارد که نه تنها بتواند از دفع زباله‌ها در زمین اجتناب نماید بلکه به طور کامل، مکان‌های دفن مواد را با گذشت ۱۸ سال تهی سازی خواهد نمود. ۴ میلیون و ۳۰۰ هزار تن کوچک از مواد دفعی از سال ۱۹۷۸ جمع‌آوری شده‌اند. این کارخانه، در اصل برنامه‌ریزی شده‌است تا در سال ۲۰۰۹ فعال گردد اما با چندین مورد از مشکلات گوناگون مواجه گردیده‌است. پشتیبان‌ها در آغاز عنوان نموده‌اند که تسهیلات می‌تواند ۶۰۰ تن کوچک لاستیک جامد را از حدود ۳۰۰۰ تن کوچک مواد دفعی در هر روز در ۵۵۰۰ درجه سانتیگراد تولید نماید اما عدم اطمینان در زمینه امنیت چنین تسهیلاتی ایجاد گردیده و مطرح شده‌است. تهدیدهای مرتبط با محیط زیست و سلامت عمومی در نتیجه سوزاندن بقایا همراه با عدم اطمینان قابلیت جامعه برای تولید چنین مقادیر زیادی از مواد دفعی به شکلی باثبات سبب شده‌است که ژئو پلاسما، پیشنهاد جدیدی را برای تسهیلات بسیار کوچکتر ارائه دهد که می‌تواند ۳۰۰ تن کوتاه مواد دفعی در هر روز را تبدیل نماید. برنامه‌ها با صرف ۱۲۰ میلیون دلار در سال ۲۰۱۱ مجدداً آغاز شده‌اند. در آوریل ۲۰۱۲، مسئولان سنت لوسی عنوان نموده‌اند که قرارداد با ژئو پلاسما را تکمیل کرده‌اند و بدین ترتیب پروژه به پایان می‌رسد.

### تالاهاسی، فلوریدا، آمریکا (سیستم تولید انرژی سبز)
شهر تالاهاسی، فلوریدا، بزرگ‌ترین قرارداد تبدیل مواد دفع کمان پلاسما به انرژی را تا کنون با سیستم‌های تولید نیروی سبز امضاء نموده‌است تا ۱۰۰۰ تن کوچک را در هر روز از شهر و چندین مورد از شهرستان‌های اطراف فرآوری نماید. تکمیل پروژه، تا اکتبر ۲۰۱۰ برنامه‌ریزی شده‌است اما در سال ۲۰۰۸ ملغی گردید.

### ونکوور، بریتیش کلمبیا، کانادا (مؤسسه پلاسکو انرژی گروپ)
یک تولیدکننده گاز کمان پلاسمای پیشنهادی در منطقه مترو ونکوور پیشنهاد گردیده‌است. اگرچه ساکنان منطقه با آن مخالفت نموده‌اند. مترو ونکوور امروزه یک فرایند RFP را انجام داده تا بتواند راه حل درازمدتی را برای مدیریت بقایا مشخص نماید. پلاسکو پیشنهاد نداده‌است که مترو ونکوور فرایند RFP را متوقف سازد بلکه در مقابل، یک راه حل مشخص را در این زمینه مطرح کرده که به سرعت می‌تواند نواقص موجود در ظرفیت سطح زمین را برطرف سازد در حالی که تسهیلاتی را ایجاد کرده که به مترو ونکوور اجازه می‌دهد تا این تکنولوژی جدید را به عنوان بخشی از فرایند تصمیم‌گیری درازمدت ارزیابی نماید. در سال ۲۰۰۸، نیروی فعال EPC، در مقابل پروژه توصیه‌هایی را ارائه داده‌است.

### پورت هوپ، اونتاریو، کانادا (شرکت انرژی سانبی)
کاربرد تکنولوژی‌های تأیید شده توسط یورو پلاسما سبب شده‌است که تسهیلات کمان پلاسما پیشنهادهایی را برای زمین‌هایی در مجاورت وزلیواین در پورت هوپ ارائه نماید. اونتاریو (تقریباً ۴۵ دقیقه شرق تورنتو) ۴۰۰ تن کوچک در هر روز از بقایای جامد شهری را استفاده می‌نماید. سانبی انرژی امروزه، تاییدیه‌های مورد نیاز را از طریق سازمان‌های ایالتی دریافت نموده و هدف آن این است که این تسهیلات فعالیت‌های عملیاتی خود را تا فصل چهارم سال ۲۰۰۹ آغاز نمایند. به نظر می‌رسد که این پروژه، در ادامه به عنوان رویکردی غیر از تولید گاز پلاسما انتخاب شده‌است.

### جکسون، جورجیا، آمریکا (شرکت تولید نیروی PR)
شرکت تولید نیروی PR، برنامه دارد تا کارخانه‌ای را در جنوب آتلانتا، نزدیک جکسون، جورجیا ایجاد نماید که در آن از مشعل پلاسما استفاده شده تا تایرها مشتعل شده و به عناصر طبیعی خود تبدیل گردند که بیشتر شامل هیدروکربن‌ها و تکه‌های فولاد می‌باشد. گازها برای فروش به الکتریسیته تبدیل شده و فولاد نیز به قیمت تخمینی ۵۰ دلار در هر تن به فروش می‌رود.

### رددیر، آلبرتا، کانادا (مؤسسه گروه انرژی پلاسکو)
پلاسکو، آمادگی شروع ساخت در تسهیلات مقیاس تجاری در رددیر، آلبرتا در تابستان ۲۰۰۹ را دارا می‌باشد. این تسهیلات، که اولین برنامه تجاری شرکت بوده‌است انتظار می‌رود که در انتهای سال ۲۰۱۰ تکمیل شود اگرچه در فوریه ۲۰۱۲ عنوان گردیده‌است به دلیل اینکه شهر تنها ۱۰٪ زباله‌های خود را به این شرکت می‌دهد، پلاسکو پروژه را تعطیل نموده و آن را حذف کرده‌است. رددیر MP و پشتیبان پروژه پلاسکو، باب میلز (حزب محافظه کار کانادا)، شهر را به نقد کشیده و عنوان نموده‌است که بدین ترتیب پروژه به دلیل کمبود زباله از بین رفته‌است.

### بیجینگ، چین (مؤسسه گروه انرژی پلاسکو)
پلاسکو در آوریل ۲۰۱۰ برنامه‌ریزی را برای یک پروژه مشترک با گروه مهندسان بهداشتی زیست‌محیطی بیجینگ آغاز نموده‌است تا بتواند تسهیلات تولیدی با ظرفیت ۲۰۰ تن در روز را در بیجینگ ایجاد نماید. در صورتی که موفق باشد، می‌توان یک تسهیلات بزرگتر ۱۰۰۰ تن در روز را ایجاد نمود تا بدین ترتیب ۱۸۰۰۰ تن زباله‌های شهری تولید شده در هر روز در آن تیمار شود.

### آلکالا دی هنراس، مادرید، اسپانیا
دولت منطقه مادرید، اسپانیا در سال ۲۰۰۸، ایجاد سیستم دفع مواد دفعی پلاسما محور را در شهر آلکالا دی هنارس مطرح نمود. این برنامه، ۲۲۰ هزار تن مواد دفعی را در هر سال تیمار می‌نماید. تهدیدهای زیست‌محیطی و سلامت عمومی حاصل از دستگاه‌های ایجاد کننده آتش، همراه با این واقعیت که مکان از نظر محیطی محافظت شده‌است به اصلاح کل پروژه انجامیده‌است که سبب تغییر ساختار و انتخاب رویکرد متفاوت نسبت به تولید گاز پلاسما شده‌است.